# ستيفن بلاك (لاعب كرة قدم)
ستيفن بلاك (بالإنجليزية: Steven Black)‏ (17 يونيو 1992 في المملكة المتحدة - ) هو لاعب كرة قدم بريطاني في مركز قلب الدفاع. لعب مع كوين أوف ساوث وGretna F.C. 2008 ‏ وAnnan Athletic F.C. ‏.

## وصلات خارجية
- ستيفن بلاك على موقع قاعدة بيانات كرة القدم.إي يو (الإنجليزية)
- ستيفن بلاك على موقع Soccerbase.com (لاعب) (الإنجليزية)